# Takahisa Nishiyama
Takahisa Nishiyama (født 11. juli 1985) er en japansk tidligere professionel fodboldspiller.
Han har spillet for flere forskellige klubber i sin karriere, herunder Kawasaki Frontale, Yokohama FC, Vegalta Sendai og Fujieda MYFC.